# Sancreed
Sancreed (Eglossankres in lingua cornica) è un villaggio e parrocchia civile dell'Inghilterra, appartenente alla contea della Cornovaglia.